# Brussels Airport

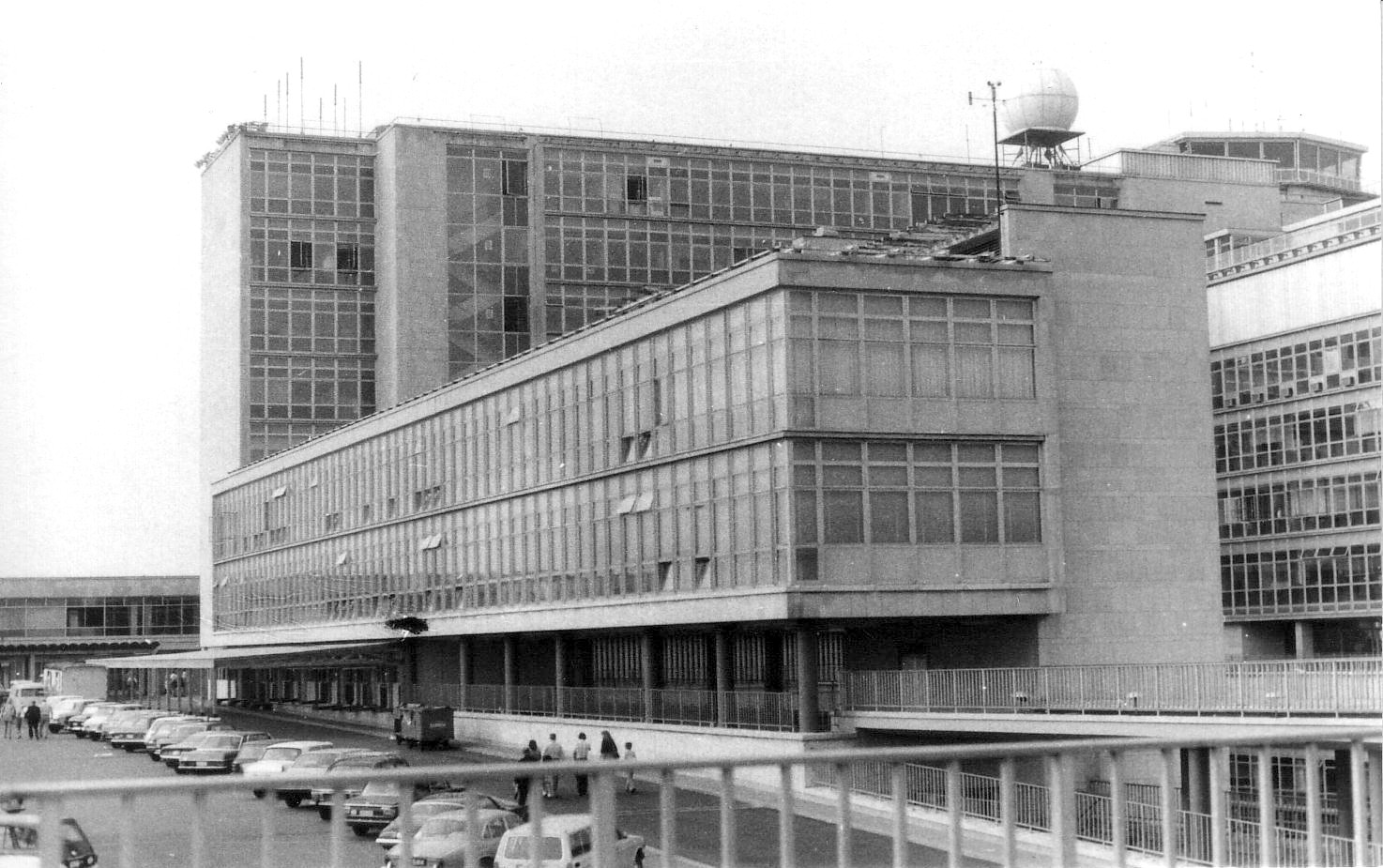
Hoofdgebouw van 1958

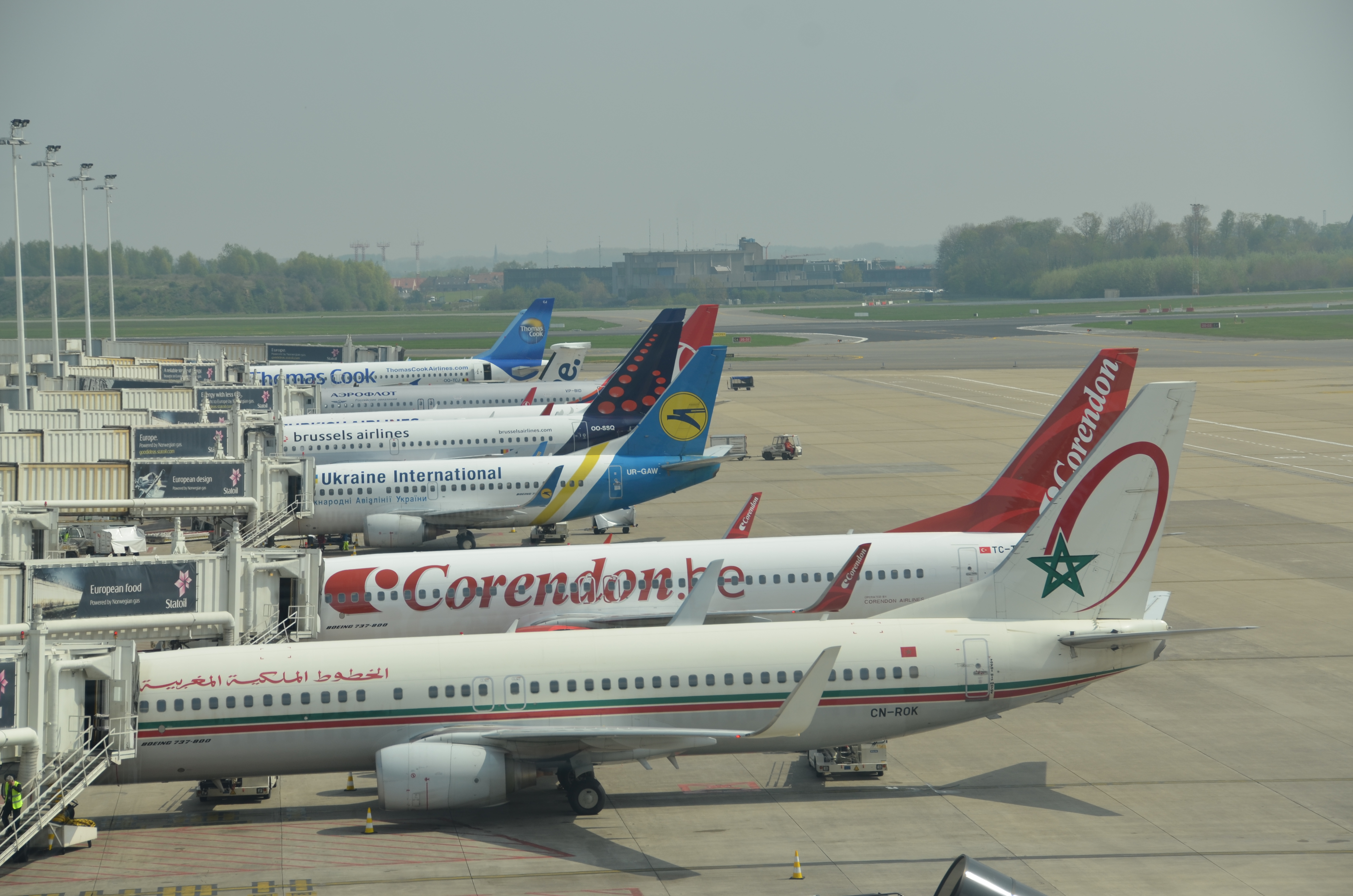
Vliegtuigen bij Brussels Airport

Brussels Airport (ICAO: EBBR, IATA: BRU, meestal Luchthaven Zaventem, Luchthaven Brussel-Nationaal of Brussel-Nationale Luchthaven, in het Frans Aéroport de Bruxelles-National) is een internationale luchthaven en fungeert als de nationale luchthaven van België, gelegen te Zaventem (Vlaams-Brabant)
De luchthaven wordt geëxploiteerd door Brussels Airport Company (BAC), voorheen beter bekend onder de afkorting BIAC. De federale overheid is, via de Federale Participatie- en Investeringsmaatschappij (SFPIM), voor 25% aandeelhouder van Brussels Airport, de Vlaamse via Participatiemaatschappij Vlaanderen (PMV), indirect voor 39%. De overige 36% aandelen zijn in handen van een consortium.

## Activiteiten
Met in 2018 zo'n 235 duizend vliegbewegingen en ruim 25,7 miljoen passagiers, is Brussels Airport op een oppervlakte van circa 1245 hectare de grootste luchthaven van België. De luchthaven ligt in Vlaams-Brabant op het grondgebied van de gemeenten Zaventem, Machelen en Steenokkerzeel; de hoofdstad Brussel ligt op twaalf kilometer afstand.

## Geschiedenis

### Haren
Tijdens de Eerste Wereldoorlog bouwde de Duitse bezetter op een grasstrook langs de Haachtsesteenweg in Haren, bij Evere, enkele houten loodsen voor zeppelins. Na de oorlog werden het terrein en de loodsen verder gebruikt voor de vliegactiviteiten van het Belgische leger. In 1923 werd de luchtvaartmaatschappij Sabena opgericht. De jonge maatschappij vond haar thuishaven eveneens in de gebouwen te Haren. In 1929 werden de houten loodsen vervangen door een luchthaventerminal voor het inchecken en het onthaal van passagiers. Verder waren er een verkeerstoren en wat onderhoudsfaciliteiten. De stad Brussel groeide echter gestadig en ook ontwikkelingen in de luchtvaart (zoals grotere vliegtuigen) zorgden ervoor dat het veld in Haren al vlug niet meer voldeed. Men begon een modernisering te overwegen, maar voor het zover was begon de Tweede Wereldoorlog.

### Melsbroek / Zaventem
Tussen Zaventem, Diegem, Melsbroek en Steenokkerzeel lag een uitgestrekt plateau, het voormalige hertogelijk jachtdomein Saventerlo. In 1940, bij het begin van de oorlog, bouwde de Duitse invaller Fliegerhorst Melsbroek, een militair vliegveld op een gebied van om en bij de 600 hectare in Melsbroek en Steenokkerzeel, met drie startbanen in een driehoek (07/25, 02/20 en 12/30). De eerste startbaan was reeds in juli 1940 klaar; de andere volgden spoedig. Na de oorlog vond de Belgische overheid de locatie geschikt als nieuwe luchthaven voor Brussel en het militaire vliegveld van Melsbroek werd omgevormd tot civiele luchthaven door de bouw van een luchthavengebouw en de verlenging van de startbanen. Tot de voltooiing van dit luchthavengebouw bleven de passagiers inchecken in de terminal van Haren, waarna hun vliegtuig over een afstand van enkele kilometers over de rijweg taxiede naar de startbaan in Melsbroek.
De luchthaven groeide en door toedoen van Sabena stonden er in 1956 al verscheidene loodsen en werkplaatsen aan noordwestelijke zijde. Ook in 1956 was er behoefte aan een nieuwe startbaan, parallel aan 07/25. Die kwam er, als 07R/25L. De bestaande baan werd 07L/25R. 07R/25L zou later nog verlengd worden tot over de Tervuursesteenweg. De luchthaven had nu drie verharde banen en één grasstrook (12/30).
De Wereldtentoonstelling te Brussel van 1958 gaf een nieuwe impuls aan de groei van de luchthaven. Om de massa bezoekers in alle comfort te ontvangen, was er behoefte aan een nieuw luchthavengebouw. In 1956 werd met de bouw gestart van een nieuw 2-pierig luchthavengebouw, waarbij men uitging van een maximale capaciteit van 6 miljoen passagiers per jaar. Het ontwerp was, volgens een typisch Belgisch compromis, gemaakt door drie architecten: een Brusselaar (Maxime Brunfaut), een Vlaming (Georges Bontinck) en een Waal (Joseph Moutschen). De bestaande infrastructuur in Melsbroek kwam ter beschikking van de Belgische luchtmacht. Omdat het nieuwe luchthavengebouw op de voormalige grasbaan was gepland, werd baan 12/30 bij de bouw van het nieuwe luchthavengebouw naar het noordoosten verplaatst en verhard. Later werd deze echter buiten gebruik genomen. Tegenwoordig functioneert het oostelijke deel enkel nog als taxibaan. Door de uitbreiding van de luchthaven verdween een groot deel van het gehucht Diegem-Lo.
Toen de vliegtuigen in de jaren 1970 groter en groter werden, onder andere met de intrede van de Boeing 747, was er opnieuw behoefte aan schaalvergroting. De twee oude pieren werden vernieuwd, er werd een ronde pier gebouwd, de satelliet, en er kwam een speciale goederenafdeling, Brucargo.
In de jaren 1990 werd de luchthaven nogmaals volledig vernieuwd, met in 1994 een nieuw luchthavengebouw, een nieuwe B-pier en de twee oude pieren die wederom vernieuwd werden. Van 1996 tot 1999 werden de startbanen onder handen genomen; eerder al was de grasbaan 12/30 verwijderd. De A-pier, die enkele maanden na de ondergang van Sabena opgeleverd werd, sloot een periode van vernieuwingen af. De passagiersaantallen vielen fors terug en de oude pieren en de satelliet werden (tijdelijk) buiten gebruik gesteld. In februari 2008 werden de oude vliegtuigslurven van de satelliet verwijderd.
In 2004 werd de nieuwe verkeerstoren in Steenokkerzeel in gebruik genomen voor de lokale luchtverkeersleiding die evenwel onder het beheer van Skeyes valt.
Vanaf 20 oktober 2006 heet de luchthaven officieel Brussels Airport. In een visie van Brussels Airport als poort van Europa mikt men erop om over een vijftal jaar 20 andere belangrijke luchthavens in de wereld rechtstreeks te verbinden, daar waar er dat op dat moment slechts een negental waren en veel intercontinentale passagiers zich toen nog verplicht zagen eerst een korte tussenvlucht te nemen.
Een andere motivering voor de naamswijziging ligt erin besloten dat de luchthaven van Charleroi zich de naam Brussels South Charleroi Airport of Luchthaven Brussel-Zuid had aangematigd, om meer reizigers te trekken met de lagere vluchtbelastingen en landingsrechten en bovenal de lagekostenluchtvaartmaatschappijen als Ryanair, Wizz Air en On Air.
De oorspronkelijke luchthavengebouwen in Haren werden in 2006 gesloopt ten voordele van de uitbreiding van het hoofdkwartier van de NAVO. België was tot dat moment het enige land ter wereld dat nog zijn eerste gebouwen voor de burgerluchtvaart bezat.
In mei 2009 werden werken aan de Satelliet opgeleverd waardoor deze voormalige pier opnieuw in dienst kwam als bureauruimte voor de administratieve diensten van TBAC, de stafdiensten van de Federale politie en de dienst douane en accijnzen. Hierdoor kwam in het hoofdgebouw plaats vrij, hoofdzakelijk op de 5de verdieping.
Op 9 september 2009 kondigde CEO Wilfried Van Assche zijn ontslag aan. Dit omdat hij sancties zou krijgen voor de vertraging van de bouw van de lowcostterminal en de mogelijke rechtszaak van 52 luchtvaartmaatschappijen aan zijn adres. Van Assche stond sinds 2005 aan de leiding van Brussels Airport en in die periode zorgde hij onder meer voor een betere positionering van de luchthaven (nieuw logo) en voor een langzame wederopbouw van het longhaul-aanbod (Jet Airways, Hainan Airlines, Etihad Airways). Op 15 februari 2010 werd bekendgemaakt dat Arnaud Feist tot de nieuwe CEO van Brussels Airport was benoemd.

## Hubactiviteiten
De volgende luchtvaartmaatschappijen gebruiken Brussels Airport als overstappunt.

### Hoofdhub
- Abelag
- Brussels Airlines
- TUI fly

### Regionale hub
- Transavia

### Vrachthub
- DHL Aviation
- Finnair Cargo
- Singapore Airlines Cargo
- Ethiopian Airlines[4]

## Infrastructuur

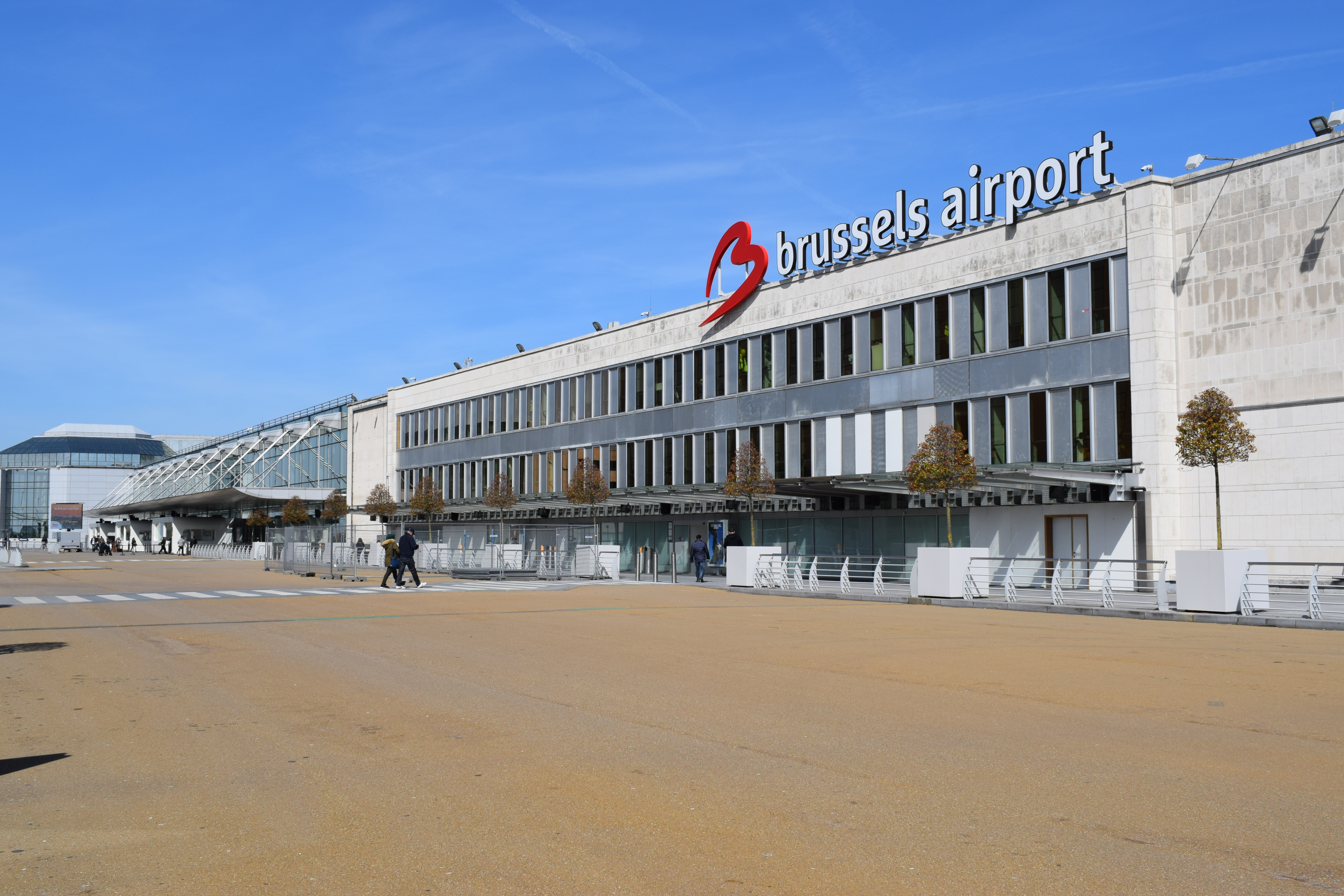
Vertrekterminal

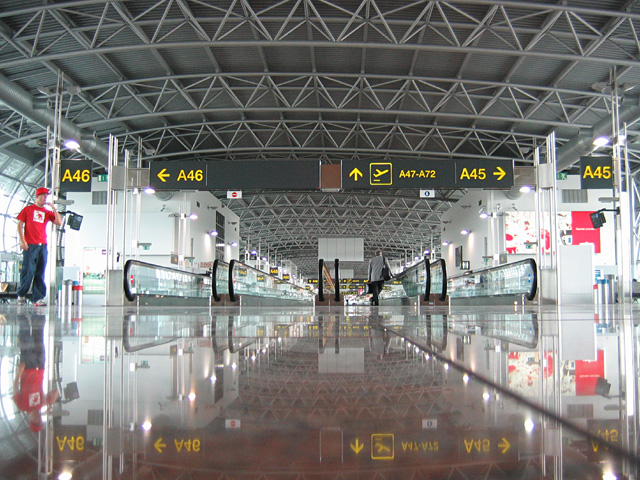
Pier A

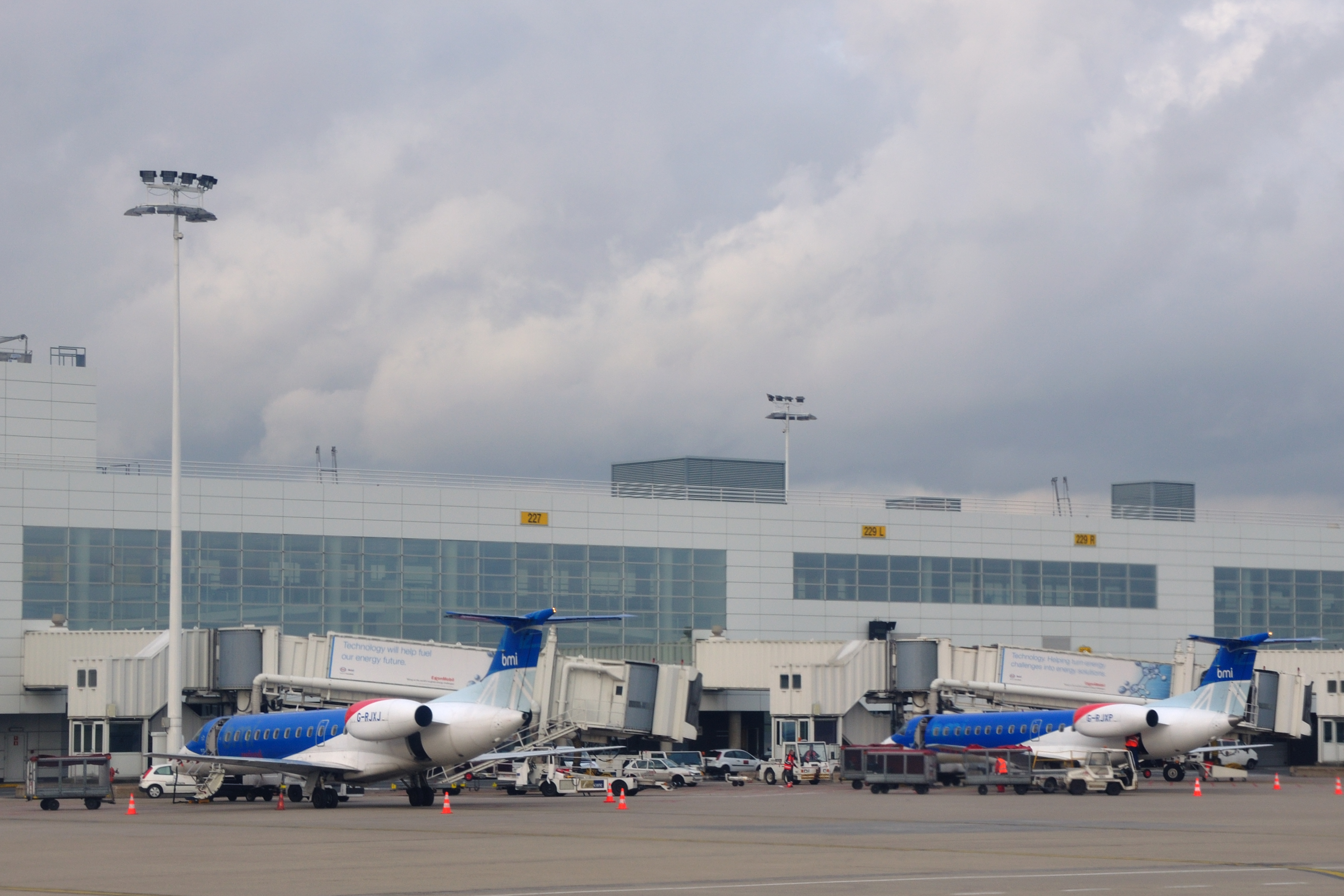
Pier B

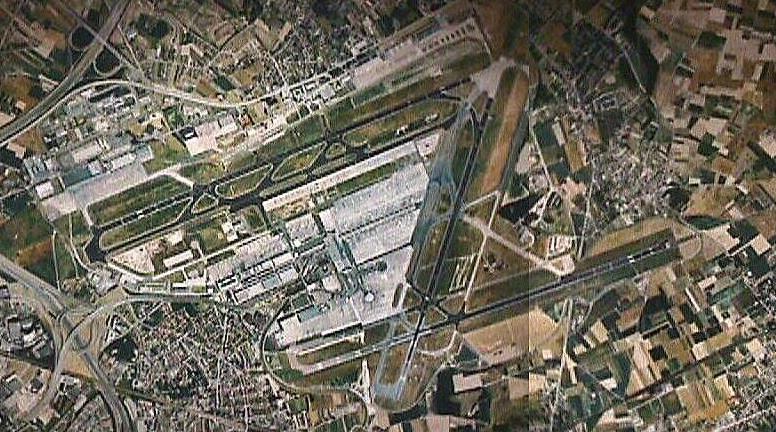
Luchtfoto van de luchthaven vóór pier A gebouwd werd

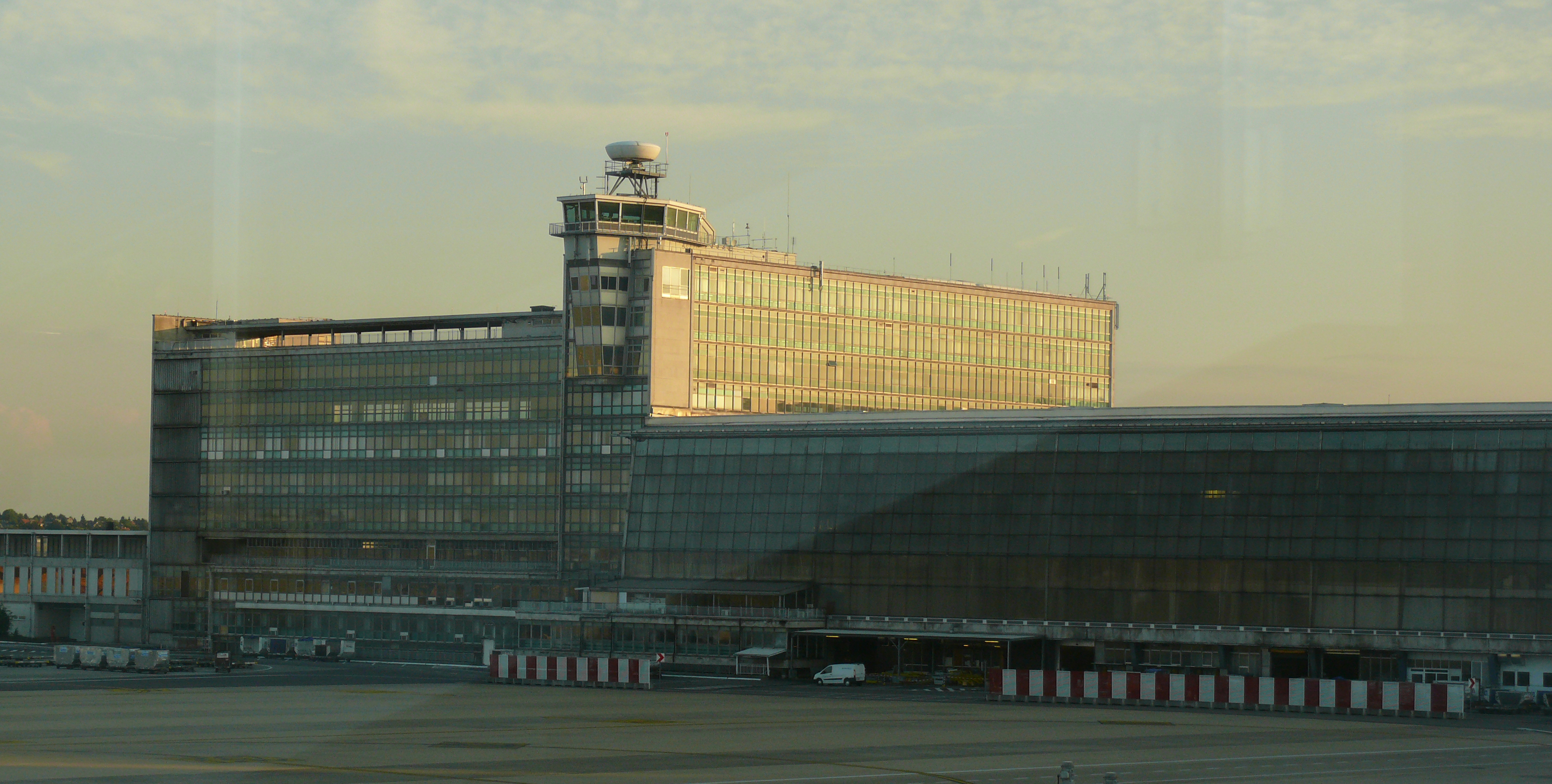
Oud luchthavengebouw

### Vertrekhal 1
Vertrekhal 1 is de grootste van de vertrekhallen op Brussels Airport. Al de lijn- en lagekostenmaatschappijen op Brussels Airport hebben hun ticketbalie in vertrekhal 1. In de hal liggen rijen 1 tot en met 10. Vertrekhal 1 werd verwoest bij de aanslagen op 22 maart 2016 en moest hierdoor vernieuwd worden.

### Vertrekhal 2
Op 30 maart 2010 werd er in het verlengde van vertrekhal 1 een tweede vertrekhal in gebruik genomen. De twee vertrekhallen zijn met elkaar verbonden via twee smalle doorgangen in hun scheidingsmuur. Vertrekhal 2 wordt voornamelijk gebruikt door de grootste chartermaatschappijen op Brussels Airport: TUI fly. Deze maatschappijen hebben hun ticketbalie en incheckbalies in vertrekhal 2. In deze hal liggen rijen 11, 12 en 14. Vanwege het bijgeloof van sommige reizigers is er geen rij 13. In vertrekhal 2 kan in de een dubbele rij incheckbalies bijgeplaatst worden. In navolging van de aanslagen van 22 maart 2016 werd deze tweede vertrekhal (tijdelijk) buiten gebruik gesteld.

### Pier A
Pier A is de grootste en modernste pier op Brussels Airport. De pier bezit 31 "contact gates", gates die met vliegtuigen verbonden kunnen worden met vliegtuigslurven. Pier A werd na 30 maanden bouwen geopend op 15 mei 2002. De pier wordt via de Connector met de vertrekhal verbonden.
Pier A is bedoeld om enkel Schengenvluchten af te handelen maar sinds 15 oktober 2008 vertrekken ook de Afrika- en de trans-Atlantische vluchten van Brussels Airlines vanaf pier A. Hiervoor is een extra paspoortcontrole ingesteld halverwege de pier. De andere Afrika-vluchten blijven aankomen op de B-pier. Voor de Afrika-vluchten worden gates A61 tot A72 gebruikt. Deze gates krijgen voor de Afrika-vluchten de naam gate T61-72 en er wordt op dat moment een grenspost ingericht. Deze maatregel werd genomen om de B-pier te ontlasten op de piekmomenten in de ochtend. Ook hoeven transferpassagiers van Europa naar Afrika hierdoor niet door de Connector om naar het luchthavengebouw te gaan.

### Pier A West
Pier A West is een toekomstige verlenging van pier A in de westelijke richting. Pier A West moest oorspronkelijk in 2016 in gebruik genomen worden en zou net als pier B gebruikt worden voor vluchten naar landen buiten de Schengenzone. In juli 2013 werd echter bekendgemaakt dat door de lage groei in trafiek de bouw van pier A West voor een onbepaalde periode uitgesteld werd. In november 2016 werd bij het publiceren van de toekomstvisie Brussels Airport 2040 bekendgemaakt dat Pier A West operationeel zou moeten zijn tegen 2023. In 2021 werd dat plan uitgesteld vanwege de coronacrisis.

### Pier B
Pier B wordt enkel gebruikt voor vluchten naar landen buiten de Schengenzone. In tegenstelling tot pier A bestaat pier B uit twee gescheiden verdiepingen. De bovenste verdieping wordt gebruikt door de vertrekkende passagiers, het onderste door de aankomende passagiers. De pier werd in gebruik genomen op 12 december 1994.

### Pier C
Pier C bevindt zich ten zuiden van het oude hoofdgebouw van de luchthaven en wordt niet meer gebruikt als pier. Pier C wordt ook de Satelliet genoemd.
In het begin van 2008 kwam Brussels Airport met het plan om op de plek van de oude Zuidpier een low-costpier te bouwen. Met de bouw van deze pier wilde de luchthaven meer low-costmaatschappijen naar Zaventem halen. Oorspronkelijk moest de nieuwe pier geopend worden in april 2009, daarna volgde uitstel tot eind 2009 - voorjaar 2010. Later werden er gerechtelijke procedures ingespannen tegen de bouw van een low-costterminal en op 17 maart 2011 werd aangekondigd dat er geen aparte low-costpier gebouwd zal worden op Brussels Airport. Recent werd de pier gerenoveerd waarna enkele ondersteunende diensten van Brussels Airport er hun plaats kregen.
De toekomstvisie van de luchthaven, Brussels Airport 2040, bevat plannen om tegen 2035 een nieuwe Pier C te bouwen om het groeiend aantal passagiers op te vangen. Dat plan werd in 2021 van tafel geveegd.

### Connector
De Connector is het verbindingsgebouw tussen de A-pier, de B-pier en de vertrek- en aankomsthallen. De Connector werd op 23 maart 2015 ingehuldigd en vervangt de vroegere tunnel onder het asfalt. Het gebouw bevat de veiligheidscontrole die met 25 controleposten het grootste screeningplatform in Europa is. Verder zijn er in de Connector taxfreewinkels te vinden. De bouw van de Connector kostte 72 miljoen euro.

### Brucargo
Brucargo is de vrachtzone van Brussels Airport. Brucargo beslaat een gebied van meer dan 100 hectare en ligt op het grondgebied van Melsbroek en Diegem. Er is plaats voor 31 toestellen. Brucargo werd geopend in 1980.

### Banen
Brussels Airport beschikt over drie startbanen:
- 07L/25R - 3638 meter
- 07R/25L - 3211 meter
- 01/19 - 2987 meter

Vanwege de overheersende westenwinden worden startbanen 25R en 25L het meest gebruikt.
In de nacht van 18 op 19 september 2013 werd het door de evolutie van de locatie van de geomagnetische noordpool noodzakelijk de nummering van de landingsbaan 02/20 aan te passen. 02/20 werd 01/19. In 2019 of 2020 is er sprake van de aanpassing van 07L/25R en 07R/25L die in de komende jaren een naamswijziging naar 06L/24R en 06R/24L zouden krijgen.

### Overige
Brussels Airport beschikt over verschillende andere voorzieningen zoals vergaderruimtes, gebeds- en meditatieruimtes, een eigen mortuarium, een apotheek, een kapper, een wisselkantoor en verschillende bagagekluizen en geldautomaten.
De vestigingen van Starbucks op Brussels Airport waren de eerste in België: eerst het filiaal in de vertrekhal, daarna het filiaal op pier A en als laatste dat op pier B.
In de voormalige vertrekhal van de luchthaven werd in 2020 evenementenhal Skyhall ingericht, dat plaats biedt aan zo'n 3.000 bezoekers.
In het gehele luchthavengebouw is er volledig gratis draadloze internettoegang.

### Toekomstplannen 2011
Op 17 maart 2011 werden de toekomstplannen van de luchthaven voor de komende vijf jaar bekendgemaakt. De luchthaven zou fors investeren in nieuwe infrastructuur. In totaal zou er de komende vijf jaar 450 miljoen euro vrijgemaakt worden. De belangrijkste investeringen betroffen:
- Verlenging van de A-Pier in westelijke richting. Het nieuwe stuk pier zou de naam Pier A West krijgen en 20 contactgates tellen. In tegenstelling tot de gewone A-pier zou Pier A West gebruikt worden voor vluchten naar landen buiten de Schengenzone. Pier A West zou in het gunstigste geval klaar zijn tegen 2016, maar door de slappe groei van het aantal passagiers werd de bouw van deze uitbreiding voor onbepaalde tijd stilgelegd.[12]
- Uitbreiding van Brucargo, het vrachtgebied van Brussels Airport. In de tien jaar daarna volgden meerdere investeringen in de logistieke zone.[13]
- Renovatie van het administratieve gedeelte van het oude luchthavengebouw en omvorming ervan tot een modern zakencentrum.

## Bereikbaarheid

### Auto
Met de auto is de luchthaven bereikbaar vanaf de A201, die onmiddellijk aansluit op de R0, de ring rond Brussel. Op de luchthaven is er parkeergelegenheid voor 10.600 wagens onderverdeeld in drie privaat uitgebate parkings. Parkings 1, 2 en 3 bevinden zich dicht bij de terminal. Er is eveneens een VIP en extra beveiligde parking. Op afstand wordt een budgetparking bediend door shuttlebussen en bussen van De Lijn. Voor het afzetten van passagiers is een drop-offzone voorzien waar 10 minuten stilstaan toegelaten is. Er is een station voor deelauto's in  P1. Plannen voor een zuidelijke toegangsweg die uit zou komen op de E40 zijn na protesten ingetrokken.

## Busverbindingen
De luchthaven is met verschillende busmaatschappijen te bereiken. Het busstation bevindt zich op niveau 0, direct onder de aankomsthal.

### Bus
De luchthaven heeft een eigen busstation op het niveau 0 (onder de aankomstterminal) met drie platforms.
- Platform A en B worden gebruikt voor bussen van De Lijn. De Lijn heeft directe verbindingen naar onder andere Mechelen, Vilvoorde, Zaventem, Brussel en Leuven, aangeduid als de START-lijnen. Vanaf platform B vertrekken de lijnen die de luchthaven met cargo discount parking 1 verbinden en vanaf daar meestal verder rijden richting hun bestemming. Platform A wordt bediend door lijnen die niet via Machelen cargo rijden.
- Platform C wordt gebruikt door de MIVB die er een buslijn exploiteert met maar zeven haltes vanuit het centrum van Brussel.
- Platform D is in 2019 aangelegd voor de ringtrambus (lijn 820) van De Lijn. Ook deze verbindt de luchthaven met Machelen cargo.
- Een tijdelijk platform E is ingesteld vanwege de werkzaamheden op dit niveau. Dit platform wordt gebruikt door de Hotel Shuttles, naar de verscheidene hotels in de omgeving.

### Openbaar vervoer

#### De Lijn
De Lijn verzorgt meerdere buslijnen die Brussels Airport verbinden met de omliggende Vlaamse regio en knooppunten in Brussel.
- Lijn R20 (Ringtrambus): Verbindt de luchthaven met Vilvoorde en het noorden van Brussel, met als eindhalte UZ Brussel.
- Lijn R26: Rijdt via het centrum van Zaventem en de NAVO naar station Brussel-Noord.
- Andere lijnen: Diverse andere lijnen bedienen bestemmingen zoals Leuven, Mechelen en Roodebeek.[16]

#### MIVB/STIB
De Brusselse vervoersmaatschappij MIVB baat de "Airport Line" uit.
- Lijn 12: Een sneldienst die de luchthaven verbindt met de Europese wijk in Brussel, met belangrijke haltes bij Schuman en Troon. Deze lijn rijdt niet na 20:00 uur en wordt dan vervangen door lijn 21.

### Langeafstandsbussen
Naast het reguliere openbaar vervoer, wordt de luchthaven ook bediend door touringcarbedrijven die (inter)nationale verbindingen aanbieden.
- Flibco baat vanaf juni 2022 langeafstandsbuslijnen uit naar de luchthaven vanaf Brugge en Gent, en vanuit Rijsel (Lille), met een aantal ritten in de vroege ochtend en laat in de avond. In oktober 2022 werden er buslijnen toegevoegd vanuit Antwerpen, Luik, Breda, Eindhoven, Maastricht[17] en Luxemburg.[18]
- FlixBus: Verbindt Brussels Airport met een uitgebreid netwerk van steden in heel Europa. De bussen vertrekken vanaf een aparte parking (P16).[19]
- BYD rust in 2019 de luchthaven in Brussel uit met 30 elektrische bussen. De eerste exemplaren van de 12-meterbussen zijn al in gebruik genomen. Ook inbegrepen zijn 30 opladers die de e-bussen 's nachts opladen in de terminal. Het is de taak van de e-vloot om luchthavenpassagiers van de terminals naar het vliegtuig te brengen en andersom.[20]

### Trein
Brussels Airport beschikt op verdieping -1 over een eigen treinstation van de NMBS: Station Brussels Airport-Zaventem.
Tot acht keer per uur pendelen er treinen tussen Brussel Luchthaven, Brussel-Noord, Brussel-Centraal en Brussel-Zuid, een rit van ongeveer twintig minuten. Dankzij de bocht van Nossegem, die opengesteld werd in december 2005, hebben Leuven, Luik en Hasselt een rechtstreekse verbinding met de luchthaven. Door het Diaboloplan zijn sinds juni 2012 Mechelen en Antwerpen rechtstreeks met de luchthaven verbonden; onder meer de Beneluxtrein naar onder andere Rotterdam en Amsterdam volgt deze route. Er zijn rechtstreekse verbindingen met heel wat Belgische steden waaronder Brugge, Kortrijk, De Panne, Oostende, Gent en Bergen. Sinds april 2016 rijden er op weekdagen ook rechtstreekse treinen van de luchthaven richting Ottignies-Namen-Dinant en Eigenbrakel-Nijvel-Charleroi. Beide lijnen stoppen in Brussel-Schuman en Brussel-Luxemburg, waardoor ook de Europese wijk een rechtstreekse link met de luchthaven kreeg. 's Nachts is er gedurende enkele uren geen treinverkeer, tijdens weekends is er een aangepaste uurregeling.
Van 2011 tot 2015 was er een dagelijkse Thalys-verbinding tussen Parijs en de luchthaven, waarbij zowel Brussels Airlines als Jet Airways gecombineerde tickets verkochten van hun vluchten inclusief de verbinding tot Paris Gare du Nord. In 2015 kondigde Thalys aan dat deze verbinding werd stopgezet wegens te weinig reizigers.

### ICE
In 2025 meldden DB en de NMBS dat ze vanaf 2026 een nieuwe verbinding Keulen - Antwerpen willen invoeren. Brussels Airport zou daardoor opnieuw een hogesnelheidstrein krijgen, na het vertrek van Thalys in 2015.

### Tram
De Lijn wil met twee verbindingen van Brabantnet de luchthaven verbinden met de rand en de hoofdstad tegen 2020. Pas in juni 2021 werd de projectnota voor de aanleg van de luchthaventram goedgekeurd en vermoedelijk starten de werken, die enkele jaren zullen duren, in 2024. De ene lijn zal als bestemming station Brussel-Noord hebben, de andere zal richting Vilvoorde en Jette rijden.

### Fietsers en voetgangers
Voor fietsers en voetgangers is er een speciaal afgeschermd pad tussen het centrum van Zaventem en de luchthaven. Sinds 2021 is de luchthaven verbonden met de F3, de fietssnelweg tussen Leuven en Brussel. Er zijn fietsenstallingen aan parking P15 met laadpunten voor elektrische fietsen. Sinds maart 2023 werd een fietsmanager aangesteld.

## Opererende luchtvaartmaatschappijen
Vanuit Brussels Airport opereren (anno 2023) 58 (inter)continentale luchtvaartmaatschappijen. Ze vliegen van en naar Brussels Airport.
| Maatschappij              | Land van oorsprong           | Handler     |
| ------------------------- | ---------------------------- | ----------- |
| Aegean Airlines           | Griekenland                  | Aviapartner |
| Aer Lingus                | Ierland                      | Aviapartner |
| Air Albania               | Albanië                      | Aviapartner |
| Air Algerie               | Algerije                     | Aviapartner |
| Air Arabia Maroc          | Marokko                      | Alyzia      |
| airBaltic                 | Letland                      | Aviapartner |
| Air Canada                | Canada                       | Aviapartner |
| Air Europa                | Spanje                       | Aviapartner |
| Air Serbia                | Servië                       | Aviapartner |
| Air Transat               | Canada                       | Aviapartner |
| Amelia International      | Frankrijk                    | Alyzia      |
| All Nippon Airways        | Japan                        | Aviapartner |
| Ajet Airlines             | Turkije                      | Alyzia      |
| Austrian Airlines         | Oostenrijk                   | Aviapartner |
| British Airways           | Verenigd Koninkrijk          | Aviapartner |
| Brussels Airlines         | België                       | Alyzia      |
| Bulgaria Air              | Bulgarije                    | Aviapartner |
| Cathay Pacific            | Hong Kong                    | Aviapartner |
| Chalair                   | Frankrijk                    | Aviapartner |
| Corendon Airlines         | Turkije                      | Alyzia      |
| Croatia Airlines          | Kroatië                      | Aviapartner |
| Dan Air                   | Roemenië                     | Aviapartner |
| Delta Air Lines           | Verenigde Staten             | Alyzia      |
| easyJet                   | Verenigd Koninkrijk          | Aviapartner |
| EgyptAir                  | Egypte                       | Aviapartner |
| Emirates                  | Verenigde Arabische Emiraten | Alyzia      |
| Ethiopian Airlines        | Ethiopië                     | Aviapartner |
| Etihad Airways            | Verenigde Arabische Emiraten | Aviapartner |
| European Air Charter      | Bulgarije                    | Aviapartner |
| Finnair                   | Finland                      | Aviapartner |
| Flynas                    | Saoedi-Arabië                | Aviapartner |
| FlyOne Armenia            | Armenië                      | Aviapartner |
| FlyOne Moldova            | Moldavië                     | Aviapartner |
| FlyOne Romania            | Roemenië                     | Aviapartner |
| Hainan Airlines           | China                        | Aviapartner |
| HiSky                     | Roemenië                     | Alyzia      |
| Iberia                    | Spanje                       | Aviapartner |
| Icelandair                | IJsland                      | Alyzia      |
| ITA Airways               | Italië                       | Alyzia      |
| Juneyao Airlines          | China                        | Aviapartner |
| KLM Cityhopper            | Nederland                    | Aviapartner |
| KM Malta Airlines         | Malta                        | Alyzia      |
| LOT Polish Airlines       | Polen                        | Alyzia      |
| Lufthansa German Airlines | Duitsland                    | Aviapartner |
| Middle East Airlines      | Libanon                      | Aviapartner |
| Nesma Air                 | Egypte                       | Aviapartner |
| Nile Air                  | Egypte                       | Aviapartner |
| Nouvelair                 | Tunesië                      | Alyzia      |
| Norwegian Airlines        | Noorwegen                    | Aviapartner |
| Play Airlines             | IJsland                      | Aviapartner |
| Qatar Airways             | Qatar                        | Alyzia      |
| Royal Air Maroc           | Marokko                      | Aviapartner |
| Royal Jordanian           | Jordanië                     | Aviapartner |
| RwandAir                  | Rwanda                       | Alyzia      |
| Ryanair                   | Ierland                      | Aviapartner |
| SAS Scandinavian Airlines | Denemarken Noorwegen Zweden  | Aviapartner |
| Singapore Airlines        | Singapore                    | Aviapartner |
| Sky Express               | Griekenland                  | Aviapartner |
| SunExpress                | Turkije                      | Aviapartner |
| Swiss Int. Air Lines      | Zwitserland                  | Aviapartner |
| TAP Air Portugal          | Portugal                     | Aviapartner |
| Tarom                     | Roemenië                     | Alyzia      |
| Thai Airways              | Thailand                     | Aviapartner |
| Transavia                 | Nederland                    | Aviapartner |
| TUI fly                   | België                       | Aviapartner |
| Tunisair                  | Tunesië                      | Aviapartner |
| Turkish Airlines          | Turkije                      | Aviapartner |
| United Airlines           | Verenigde Staten             | Alyzia      |
| Vueling                   | Spanje                       | Aviapartner |
| Wideroe                   | Noorwegen                    | Alyzia      |

## Geluidshinder
De configuratie van de luchthaven, met twee  parallelle hoofdbanen (25R en 25L) in de richting van, en dichtbij Brussel-stad, veroorzaakt, in combinatie met de overheersende zuidwestenwinden, veel geluidsoverlast voor de bewoners van de omliggende gemeenten. 

### Ombudsdienst
Op 15 maart 2002 werd een Ombudsdienst voor de luchthaven Brussel-Nationaal opgericht, met als opdracht klachten en de suggesties van omwonenden verzamelen, informatie verstrekken over de gevolgde trajecten en de geluidshinder van vliegtuigen die de luchthaven gebruiken, de oorzaken van klachten opsporen, en de bemiddeling vergemakkelijken tussen alle betrokken partijen. De dienst registreert jaarlijks tienduizenden klachten, met een piek van bijna 7 miljoen in 2009 (jaarverslag 2014). De Ombudsdienst ressorteert onder de Federale Overheidsdienst Mobiliteit en Vervoer. Op de website van de dienst staan de jaarverslagen, naast uitgebreide en actuele informatie over baangebruik, normen en historiek.   

### Nachtvluchten

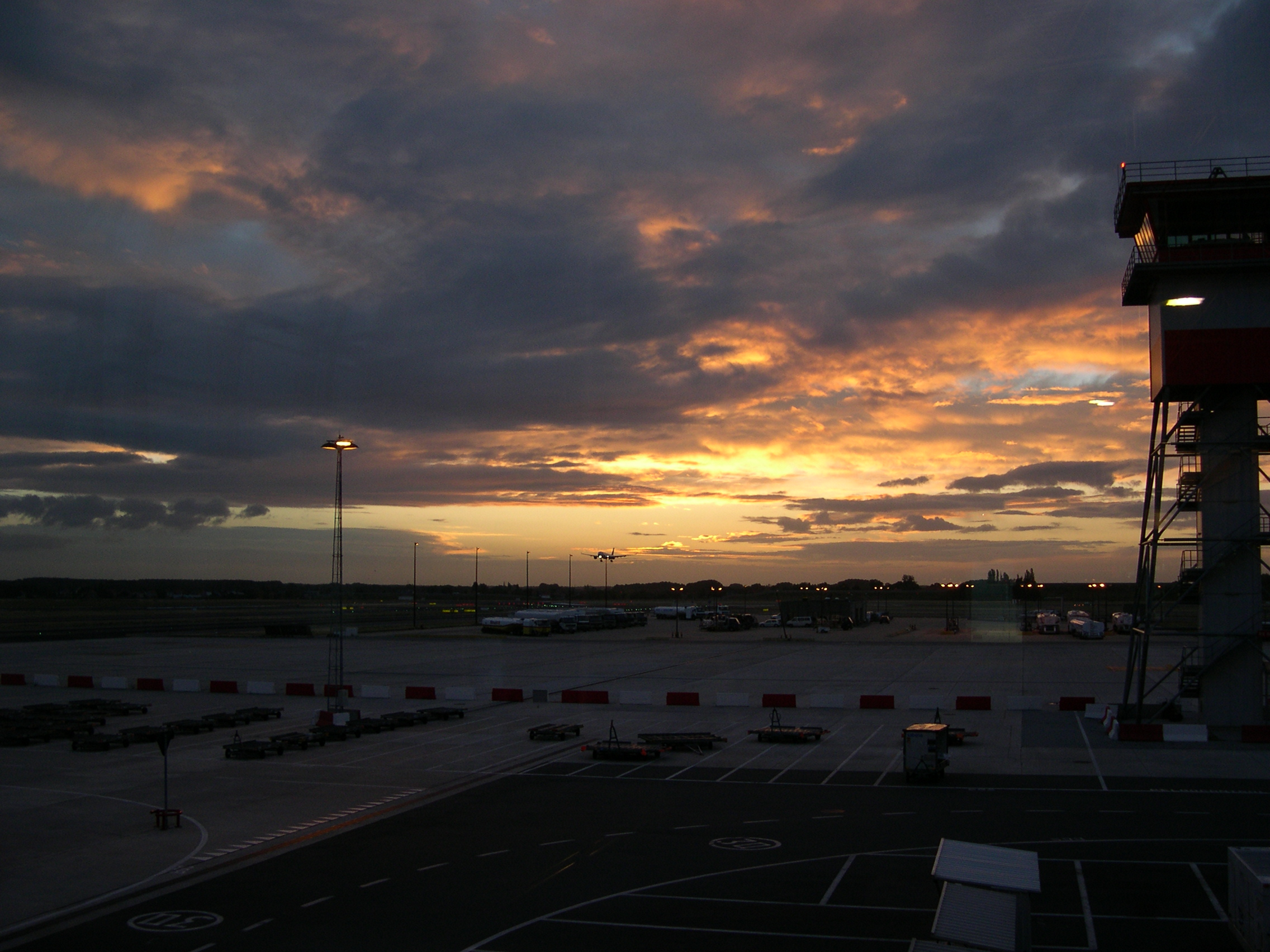
Luchthaven bij zonsondergang

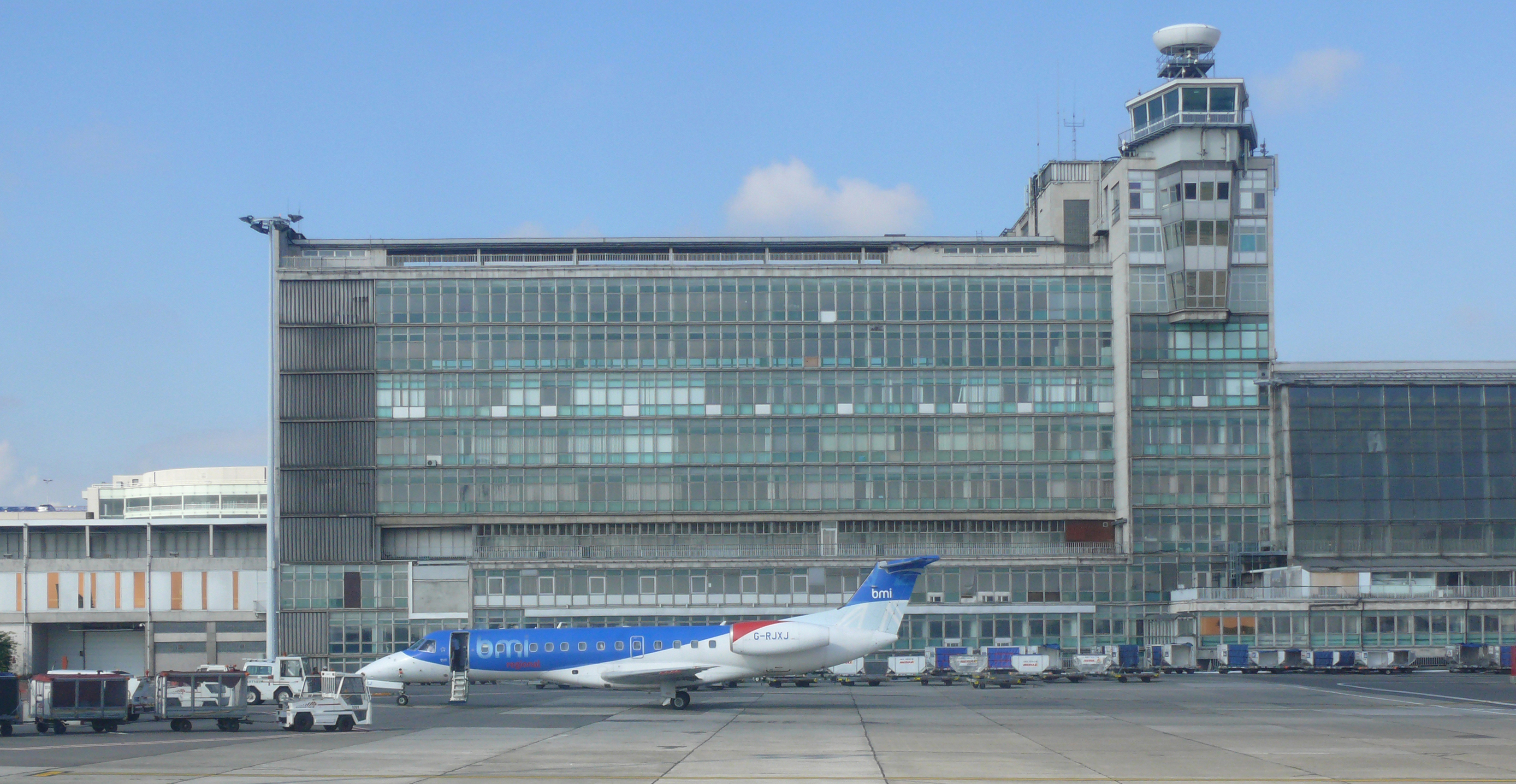
Brussels Airport

In het voorjaar van 1999 raakten jarenlange protesten van bewonersverenigingen rond de luchthaven in een stroomversnelling. Isabelle Durant van Ecolo, toenmalig minister van Mobiliteit, lanceerde in januari 2000 namelijk een voorstel om alle nachtvluchten tussen 1 en 5 uur te verbieden. Vanuit de luchthaven werd dit onaanvaardbaar bevonden. Uiteindelijk werd een compromis gesloten om uiterlijk tegen 2003 de geluidshinder met 30% te verminderen. Normaal vanaf 26 december 2002 moest een nieuw aanvliegrouteplan in werking treden dat de nachtvluchten concentreerde boven de noordrand. De bewoners protesteerden en op 24 november 2002 besliste de federale regering om de vluchten opnieuw meer te spreiden, door middel van een route over Brussel. Minister Durant probeerde dat te verhinderen, maar stapte later uit de regering.
Pakjeskoerier DHL, die het leeuwendeel van de nachtvluchten voor haar rekening neemt, wilde echter meer nachtvluchten, wat gezien de politieke situatie onmogelijk was. Daarop kondigde DHL aan uit Zaventem te vertrekken, tenzij hun wens alsnog ingewilligd werd. Eerste minister Guy Verhofstadt stelde 21 september 2004 voorop als uiterste datum. Op 20 september was er nog geen akkoord tussen de federale, de Vlaamse en de Brusselse regering. Verhofstadt lanceerde daarop een ultiem voorstel, waarbij de nachtvluchten boven Brussel het voornaamste knelpunt bleven. Die nacht werd er stevig overlegd, maar het akkoord bleef uit.
Enkele dagen later lanceerde de Vlaamse regering een nieuw voorstel, dat vervolgens overwogen werd binnen de Brusselse regering. Ook de vakbonden van DHL kwamen, uit angst voor een terugtrekking uit Zaventem, in actie; een delegatie werd ontvangen bij de Waalse partij cdH. Op 28 september stelde DHL een ultimatum aan de regeringen; tegen de 30e moest er een oplossing komen. In de oostrand reageerde men woest op het voorstel om nachtvluchten met stille toestellen niet meer mee te tellen om zo DHL's nieuwe nachtvluchten toe te staan. Op de 30e leek er een voorstel uit te bus te komen, met volgens vicepremier Johan Vande Lanotte 4 vluchten met het lawaaierige MD-11-toestel. DHL sprak daarop van 12 vluchten per nacht. Liège Airport is naar eigen zeggen even een van de uitwijkmogelijkheden, maar DHL ontkent dat.
Drie dagen later dan verwacht, op 21 oktober, beantwoordde het koeriersbedrijf een brief van de federale regering waarin voorwaarden aan DHL worden gesteld om extra nachtvluchten te mogen uitvoeren. DHL besliste zijn nieuwe verdeelcentrum niet in Zaventem, maar in Leipzig of Vatry te vestigen. Daardoor zouden er 1500 banen verloren gaan in Zaventem in 2008. DHL's personeel legde daarop het werk neer en blokkeert de toegangswegen naar de luchthaven.
Milieuminister Kris Peeters stelt bijna een jaar later, op 20 augustus 2005, voor om het aantal nachtvluchten op Zaventem ernstig te verminderen, om zo eens en voor altijd het conflict te beëindigen. Hij meent namelijk dat het aantal nachtvluchten van DHL sowieso vermindert, en dat de zo vrijgekomen slots beter niet opnieuw opgevuld kunnen worden. Op 29 augustus 2005, bij de start van een nieuw politiek jaar, liet VLD-voorzitter Bart Somers daarentegen weten dat de nachtslots van DHL volgens de VLD best door andere maatschappijen mogen worden overgenomen.
Midden 2005 laat de gemeente Kortenberg geluidsmetingen uitvoeren door professor Jan Thoen van de KU Leuven in het centrum van Erps-Kwerps. Hij tekent pieken op van 95 decibel. De normen van de Wereldgezondheidsorganisatie - 60 decibel buiten/45 decibel binnen - worden hiermee ruimschoots overschreden. De gegevens worden gebruikt in een rechtszaak tegen de Belgische staat voor de rechtbank van eerste aanleg in Leuven. Maar in februari 2006 legt de rechtbank geen verbod op voor de verdere uitvoering van het spreidingsplan van de luchthaven van Zaventem.
Vanaf mei 2007 kan de Brusselse actiegroep Air Libre 5.000 euro per inbreuk op de Brusselse geluidsnormen opeisen. De actiegroep wil die dwangsommen effectief opeisen en is van plan om met een geluidstechnicus en een gerechtsdeurwaarder de inbreuken te laten vaststellen. Minister van Mobiliteit Renaat Landuyt (SP.A) van zijn kant verklaarde al dat hij niet van plan is de dwangsommen te betalen.
In februari 2017 werd bekend dat het Brussels Hoofdstedelijk Gewest geen tolerantie meer zal hanteren voor de in 2000 ingevoerde geluidsnormen voor vliegtuigen. Door deze geluidsnormen zullen de meeste vliegtuigen op Brussels Airport niet meer voor zeven uur in de ochtend kunnen vertrekken.

## Statistieken
| Jaar                                              | Passagiers  | Passagiers   | Vliegbewegingen | Vliegbewegingen | Vracht  | Vracht       |
| Jaar                                              | Aantal      | Verschil (%) | Aantal          | Verschil (%)    | Ton     | Verschil (%) |
| ------------------------------------------------- | ----------- | ------------ | --------------- | --------------- | ------- | ------------ |
| 2024                                              | 23.610.856  | 6,4          | 198.617         | 3,3             | 732.797 | 4,6          |
| 2023                                              | 22.200.755  | 17,3         | 192.257         | 7,4             | 700.846 | 9,7          |
| 2022                                              | 18.930.698  | 102,3        | 178.930         | 50,7            | 775.721 | 16,11        |
| 2021                                              | 9.357.221   | 38,8         | 118.773         | 23,9            | 668.110 | 30,6         |
| 2020                                              | 6.743.395   | 74,4         | 95.813          | 59,1            | 511.613 | 2,2          |
| 2019                                              | 26.360.003  | 2,7          | 234.460         | 0,4             | 500.702 | 7,9          |
| 2018                                              | 25.675.939  | 3,6          | 235.459         | 1,0             | 543.493 | 1,5          |
| 2017                                              | 24.783.911  | 13,6         | 237.888         | 6,3             | 535.634 | 8,3          |
| 2016                                              | 21.818.418  | 7,0          | 223.688         | 6,5             | 494.637 | 1,1          |
| 2015                                              | 23.460.018  | 7,0          | 239.349         | 3,4             | 489.303 | 7,8          |
| 2014                                              | 21.933.190  | 14,6         | 231.528         | 6,9             | 453.954 | 5,6          |
| 2013                                              | 19.133.222  | 0,9          | 216.678         | 3,0             | 429.938 | 6,4          |
| 2012                                              | 18.971.332  | 1,0          | 223.431         | 4,4             | 459.265 | 3,3          |
| 2011                                              | 18.786.034  | 9,3          | 233.758         | 3,6             | 475.124 | 0,2          |
| 2010                                              | 17.180.606  | 1,1          | 225.682         | 2,6             | 476.135 | 6,0          |
| 2009                                              | 16.999.154  | 8,2          | 231.668         | 10,5            | 449.132 | 32,1         |
| 2008                                              | 18.515.730  | 3,4          | 258.795         | 2,1             | 661.143 | 15,6         |
| 2007                                              | 17.900.000  | 7,1          | 264.366         | 3,8             | 783.727 | 8,9          |
| 2006                                              | 16.707.892  | 3,3          | 254.772         | 0,6             | 719.561 | 2,4          |
| 2005                                              | 16.179.733  | 3,5          | 253.255         | 0,3             | 702.819 | 5,8          |
| 2004                                              | 15.632.773  | 2,9          | 254.070         | 0,7             | 664.375 | 9,4          |
| 2003                                              | 15.194.097  | 5,4          | 252.249         | 1,8             | 607.136 | 13,1         |
| 2002                                              | 14.410.555  | 26,8         | 256.889         | 15,9            | 536.826 | 8,0          |
| 2001                                              | 19.684.867  | 9,0          | 305.532         | 6,3             | 583.729 | 15,1         |
| 2000                                              | 21.637.003  | 7,9          | 325.972         | 4,2             | 687.385 | 1,9          |
| 1999                                              | 20.048.532  | 9,0          | 312.892         | 4,3             | 674.837 | -            |
| 1998                                              | 18.400.000  | 15,7         | 300.000         | 8,3             |         |              |
| 1997                                              | 15.900.000  | 18,7         | 277.000         | 4,9             |         |              |
| 1996                                              | 13.400.000  | 7,2          | 264.000         | -               |         |              |
| 1995                                              | 12.500.000  | 11,6         |                 |                 |         |              |
| 1994                                              | 11.200.000  | -            |                 |                 |         |              |
| 1993                                              | 10.000.000+ | -            |                 |                 |         |              |
| 1950                                              | 240.000+    | -            |                 |                 |         |              |
| Bronnen: Brutrends - Persbericht Brussels Airport |             |              |                 |                 |         |              |

De sterke terugval van de vrachttrafiek (-15,9%) in 2008 is te wijten aan het vertrek van DHL naar Leipzig in het voorjaar van 2008.

### Evolutie in passagiersaantallen
Vanwege een beveiligingsprobleem met de MediaWiki Graph-software is het momenteel niet mogelijk deze grafiek weer te geven. Zodra de software is bijgewerkt zal de grafiek vanzelf weer zichtbaar worden.
Opvallend is de grote terugval in passagiersaantallen in 2001 en 2002. Deze terugval is te wijten aan de aanslagen op de Verenigde Staten op 11 september 2001 enerzijds en anderzijds door het faillissement van de Belgische nationale luchtvaartmaatschappij Sabena op 7 november 2001. Pas in 2014 kwamen de passagiersaantallen weer boven het niveau van voor de crisis van 2001-2002.
In 2016 is er ook een terugval in passagiersaantallen. Dit komt door de aanslagen in Brussel op 22 maart 2016. De luchthaven was het doelwit van twee bomaanslagen waardoor de luchthaven een tijdje gesloten werd. Het duurde tot juni 2016 vooraleer de luchthaven weer op volle capaciteit functioneerde.
De coronapandemie had een grote impact op het aantal vliegbewegingen in 2020 en 2021. Het tijdelijke verbod op niet-essentiële reizen, reisrestricties in binnen- en buitenland, testverplichting en de epidemiologische situatie zorgden voor een terugval in het aantal vluchten en passagiers. Ook in 2022 was het aantal vliegbewegingen nog niet op het niveau van voor de coronacrisis.

## Incidenten en ongevallen

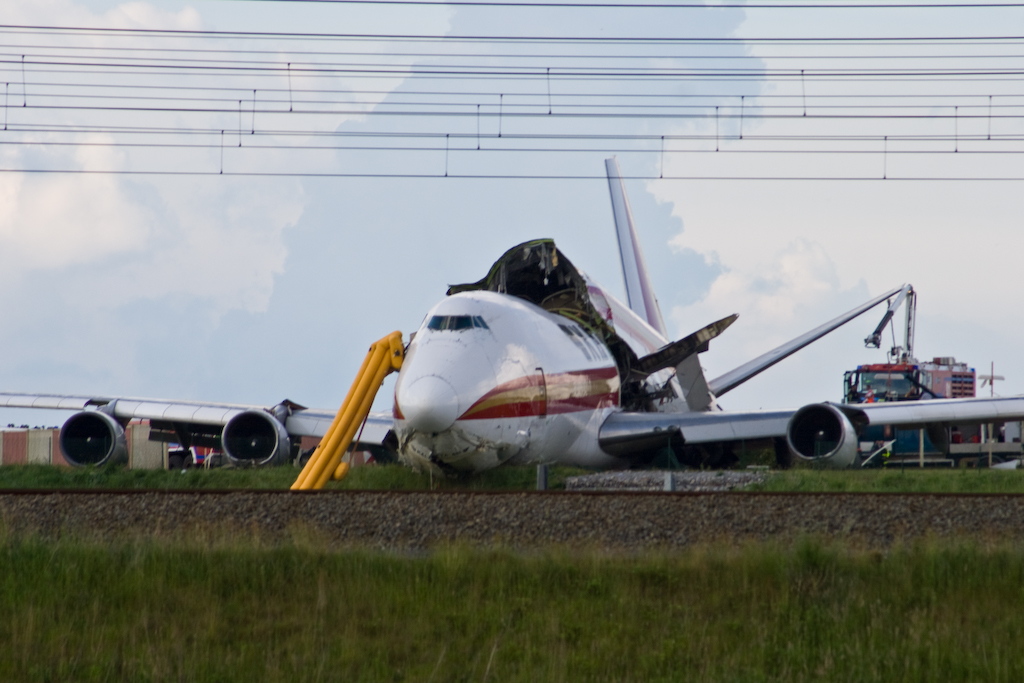
Het incident op 25 mei 2008 met de Boeing van Kalitta Air

- Het enige ernstige ongeval met een passagiersvliegtuig in de nabijheid van de luchthaven was de crash van Sabena-vlucht 548 op 15 februari 1961. De Boeing 707 verongelukte net voor de landing. Alle 72 inzittenden en een persoon op de grond verloren het leven.[32]
- Vier vliegtuigen werden vernietigd op 5 mei 2006 bij het uitbranden van hangar 40 van Sabena Technics. Het ging om een Lockheed C-130 Hercules (Belgische Luchtmacht) en drie Airbus A320 (Armavia, Armenian International Airways en Hellas Jet).
- Op 25 mei 2008 schoof een Boeing 747-200F van Kalitta Air van baan 20. Het toestel crashte in een veld en brak in tweeën. De vijf mensen aan boord werden naar het hospitaal gebracht, vier daarvan waren lichtgewond.[33]
- Op 18 februari 2013 vond op Brussels Airport een diamantroof plaats waarbij acht gewapende mannen een overval pleegden op een waardetransport van Brink's en ongeveer 50 miljoen dollar aan ruwe diamanten buitmaakten.[34]

### Aanslag 16 april 1979
Op paasmaandag 16 april 1979 werd er een (mislukte) aanslag gepleegd in de vertrekhal van de luchthaven. Twee terroristen hadden het gemunt op een vlucht van El Al dat net geland was vanuit Tel Aviv. Hierbij vielen géén doden maar raakten 16-tal toeristen gewond.
Het commando van de Palestijnse Bevrijdingsorganisatie wilde een aanslag plegen op het Israëlisch vliegtuig, maar door de veiligheidsmaatregelen konden zij niet tot aan het vliegtuig raken. Iets voor 14 uur gooiden de terroristen een granaat in de vertrekhal in de richting van reizigers, die zij ten onrechte aanzagen voor Israëliërs. Hierna verschansten de gewapende terroristen zich in een restaurant op de luchthaven. Bewakingsagenten van El Al en de Belgische Rijkswacht overmeesterden de terroristen.

### Aanslag 22 maart 2016
Op 22 maart 2016 werd op de luchthaven een terroristische aanslag gepleegd. In vertrekhal 1 vonden kort voor 8 uur twee opeenvolgende explosies plaats, met veertien doden en ruim 300 gewonden tot gevolg. De hele vertrekhal was hierdoor ernstig beschadigd. De luchthaven werd na de aanslag enige tijd gesloten. De vluchten werden in de tussentijd verplaatst naar andere Belgische luchthavens. Ook het treinstation werd gesloten. Op 3 april werd de luchthaven, met strengere veiligheidsmaatregelen, gedeeltelijk heropend. De vertrekhal werd op 1 mei 2016 gedeeltelijk heropend.
In de vertrekhal stond sinds de opening in 1994 het kunstwerk flight in mind van kunstenaar Olivier Strebelle, dat zwaar beschadigd werd. Men heeft op advies van psychologen besloten de sculptuur weg te nemen uit de vertrekhal. In samenspraak met de kunstenaar is beslist om het kunstwerk niet te herstellen, maar wel te restaureren en te herbestemmen tot herdenkingsmonument voor de slachtoffers. Het kunstwerk, dat de sporen draagt van de explosies, is verplaatst naar Strebelle Flight in mind memorial garden park naast de toegangsweg A201 in Zaventem.

## Trivia

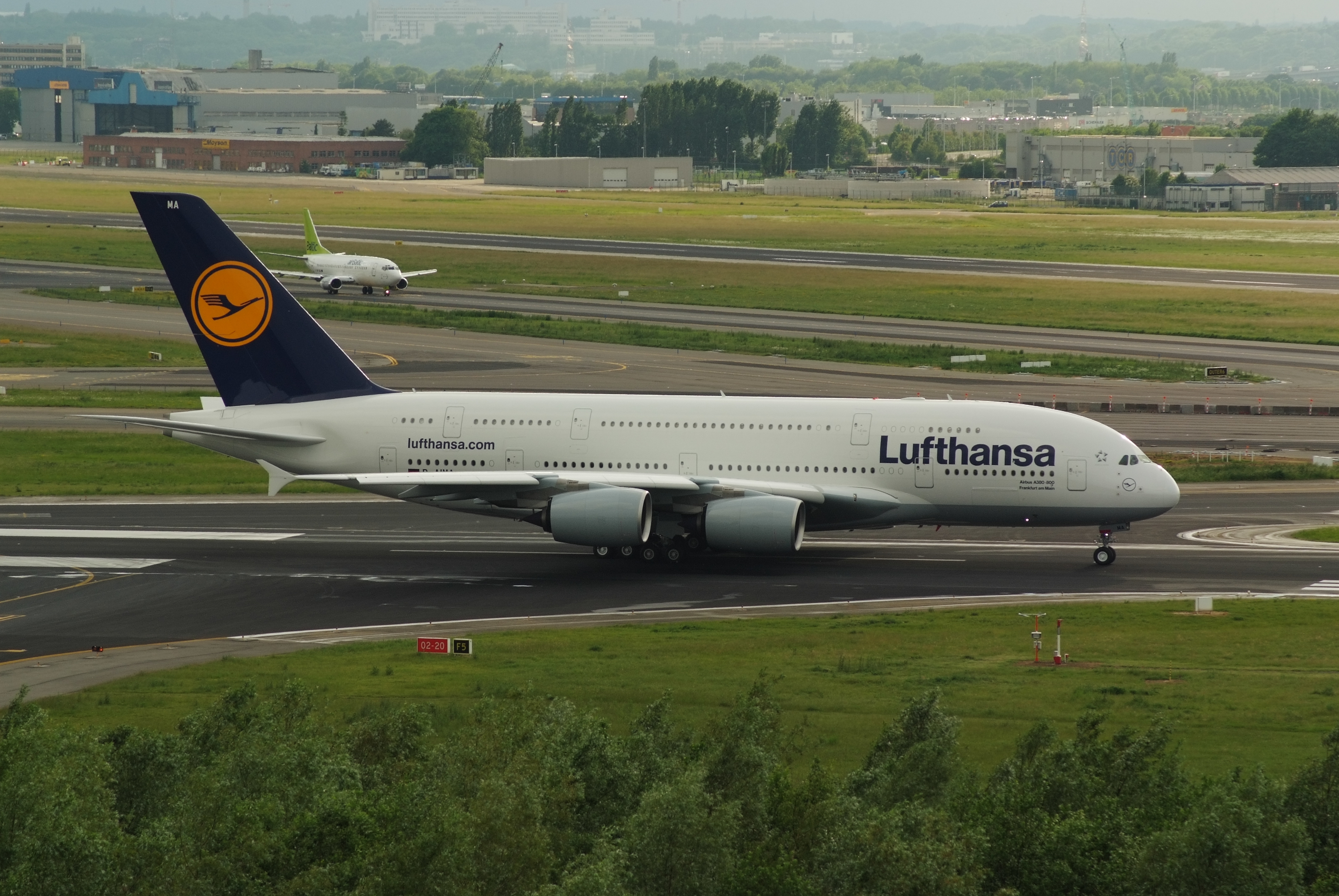
Eerste bezoek van een Airbus A380 aan Brussels Airport

- Ter gelegenheid van de wereldtentoonstelling van 1910 werd in Brussel al een tijdelijk vliegveld ingericht op de renbaan van Stokkel te Sint-Pieters-Woluwe.
- Op 8 juni 2010 kreeg de luchthaven voor het eerst een Airbus A380 op bezoek. Toestel D-AIMA van Lufthansa landde er als vlucht LH8928 vanuit Berlijn en vertrok 2 uur later als vlucht LH8929 naar Frankfurt. Iets meer dan vijf jaar later, op 18 september 2015, verwelkomde Brussels Airport de eerste commerciële vlucht met een Airbus A380 toen een toestel van Emirates de luchthaven aandeed.[39]
- In maart 2006 vloog een Boeing 777-200 van British Airways in 18 uur en 45 de langste commerciële non-stop vlucht (17.157 kilometer), van Brussel naar Melbourne. Het toestel was gecharterd door de toenmalige Britse premier Tony Blair en zijn gevolg.[40]